# Eumerus capensis
Eumerus capensis är en tvåvingeart som först beskrevs av Charles Howard Curran 1938.  Eumerus capensis ingår i släktet månblomflugor, och familjen blomflugor. Inga underarter finns listade i Catalogue of Life.